# アラン・ケリー
アラン・ケリー（Alan Thomas Kelly、1968年8月11日 - ）は、アイルランドの元サッカー選手。元アイルランド代表。ポジションはゴールキーパー。

## 来歴
1993年にアイルランド代表デビュー。出場機会は無かったが1994 FIFAワールドカップ、2002 FIFAワールドカップのメンバーにも選ばれた。アイルランド代表で通算35試合に出場した。

## 代表歴

### 出場大会
- アイルランド代表
  - 1994 FIFAワールドカップ
  - 2002 FIFAワールドカップ

### 試合数
- 国際Aマッチ 35試合 0得点（1993年-2001年）[1]

| アイルランド代表 | 国際Aマッチ | 国際Aマッチ |
| 年               | 出場        | 得点        |
| ---------------- | ----------- | ----------- |
| 1993             | 2           | 0           |
| 1994             | 4           | 0           |
| 1995             | 9           | 0           |
| 1996             | 2           | 0           |
| 1997             | 3           | 0           |
| 1998             | 1           | 0           |
| 1999             | 7           | 0           |
| 2000             | 6           | 0           |
| 2001             | 1           | 0           |
| 通算             | 35          | 0           |